# Vadfradad III.
Vadfradad III. (ali Autofradat II.) je bil drugi kralj Perzije (Farza), ki je vladal v prvi polovici 1. stoletja pr. n. št. Bil je naslednik Darajana I. in predhodnik Darajana II., * ni znano, † ni znano.
Bil je podkralj Partskega cesarstva. Na njegovem kovancu je aramejski napis wtprdt mlk (𐡅‬𐡕‬𐡐‬𐡓‬𐡃‬𐡕 𐡌‬𐡋𐡊‬, Kralj Vadfradad).

## Sklica
1. 1 2  Wiesehöfer 2009.